# Jack R. Gage

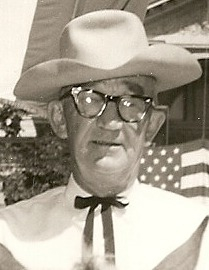
Gouverneur Gage (1962)

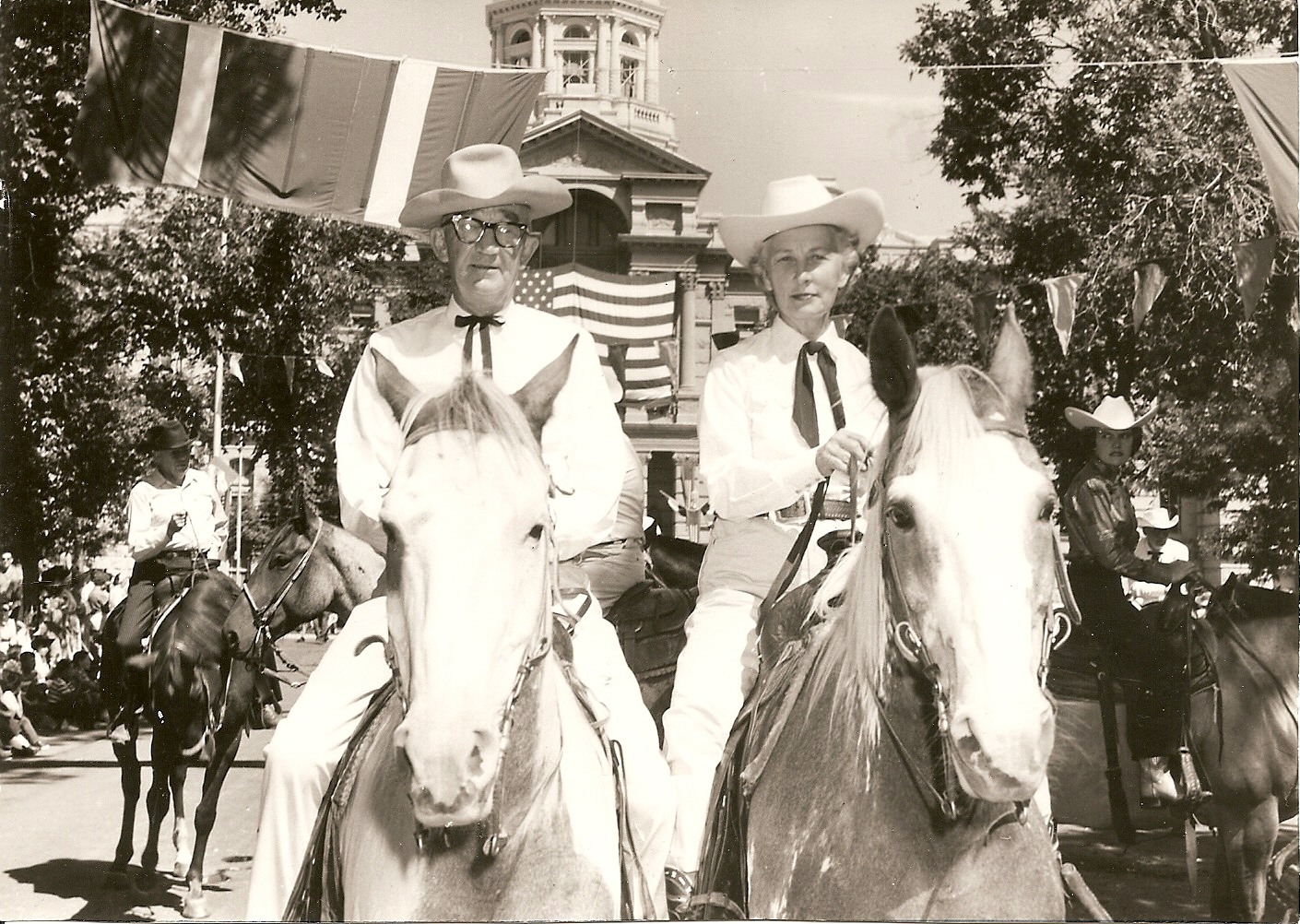
Jack R. Gage mit seiner Ehefrau Buddy (1962)

Jack Robert Gage (* 13. Januar 1899 in McCook, Red Willow County, Nebraska; † 14. März 1970 in Cheyenne, Wyoming) war ein US-amerikanischer Politiker (Demokratische Partei), der von 1961 bis 1963 als kommissarischer Gouverneur des Bundesstaates Wyoming amtierte.

## Werdegang
Gage graduierte 1918 an der Wyoming High School in Worland und verpflichtete sich dann sofort im Army Coast Artillery Corps. Ein Jahr später wurde er entlassen und ging dann auf die University of Wyoming, die er 1924 mit einem Abschluss in Agraringenieurwesen verließ. Dann unterrichtete er an einer Schule und betrieb einen Buchladen, bevor er 1934 für eine vierjährige Amtszeit zum State Superintendent of Public Instruction gewählt wurde. Nachdem er bei seinem Wiederwahlversuch eine Niederlage erlitt, wurde er Postmeister in Sheridan. 1958 wurde er zum Secretary of State gewählt.
Als Gouverneur John J. Hickey von seinem Posten zurückgetreten war, um den Sitz des nach seiner Wahl verstorbenen Edwin Keith Thomson im US-Senat zu übernehmen, führte Gage dessen Amtsgeschäfte als kommissarischer Gouverneur fort. Während seiner Amtszeit suchte er nach nachträglichen Zahlungen und Land von der Bundesregierung und machte einen erfolglosen Anlauf die bundesstaatlichen Erdöllizenzen für Erdölförderung im Staat auf beinahe das Dreifache anzuheben. Er wurde 1962 bei der Wahl zum Gouverneur besiegt und ging anschließend wieder in die Privatwirtschaft, wo er mehrere Bücher verfasste, einschließlich Ten Sleep and No Rest, Pack of Lies und Afoot and Horseback.